# Superaspartam
Superaspartam ist ein synthetischer Süßstoff, der sich chemisch vom Aspartam ableitet. Die chemische Struktur weist gegenüber Aspartam keine freie Aminogruppe auf, weil diese durch einen (p-Cyanophenyl)carbamoylrest substituiert ist. Durch die Substitution ergibt sich auch eine Ähnlichkeit zu Suosan, einem weiteren Süßstoff.
Superaspartam wurde 1982 von Chemikern der Universität Claude Bernard Lyon bei der Suche nach Süßstoffen auf Aspartam-Basis entdeckt.
Die Süßkraft von Superaspartam liegt etwa bei 14000.
Eine weitere Abwandlung des Moleküls durch eine Schwefelgruppe führt zum Thio-Superaspartam.